# Gymnastique artistique aux Jeux olympiques d'été de 2008 - Finale hommes aux anneaux
Pour un article plus général, voir Gymnastique artistique aux Jeux olympiques d'été de 2008.
Navigation
Athènes 2004 Londres 2012
Résultats de la compétition aux anneaux hommes lors des Jeux olympiques d'été de 2008 à Pékin.

## Résultats
| Rang                                | Gymnaste                 | Pays     | Note juges A | Note juges B | Pénalité | Total  |
| ----------------------------------- | ------------------------ | -------- | ------------ | ------------ | -------- | ------ |
| Médaille d'or, Jeux olympiques      | Chen Yibing              | Chine    | 7.300        | 9.300        |          | 16.600 |
| Médaille d'argent, Jeux olympiques  | Yang Wei                 | Chine    | 7.500        | 8.925        |          | 16.425 |
| Médaille de bronze, Jeux olympiques | Oleksandr Vorobiov       | Ukraine  | 7.200        | 9.125        |          | 16.325 |
| 4                                   | Andrea Coppolino         | Italie   | 7.100        | 9.125        |          | 16.225 |
| 5                                   | Danny Pinheiro Rodrigues | France   | 7.500        | 8.725        |          | 16.225 |
| 6                                   | Matteo Morandi           | Italie   | 7.100        | 9.100        |          | 16.200 |
| 7                                   | Robert Stanescu          |          | 7.000        | 8.825        |          | 15.825 |
| 8                                   | Jordan Jovtchev          | Bulgarie | 6.800        | 8.725        |          | 15.525 |